# كلانسي بارون
كلانسي بارون (بالإنجليزية: Clancy Barone)‏ هو مدرب رياضي أمريكي، ولد في 26 يوليو 1963 في سان أندرياس في الولايات المتحدة.